# 36 художников

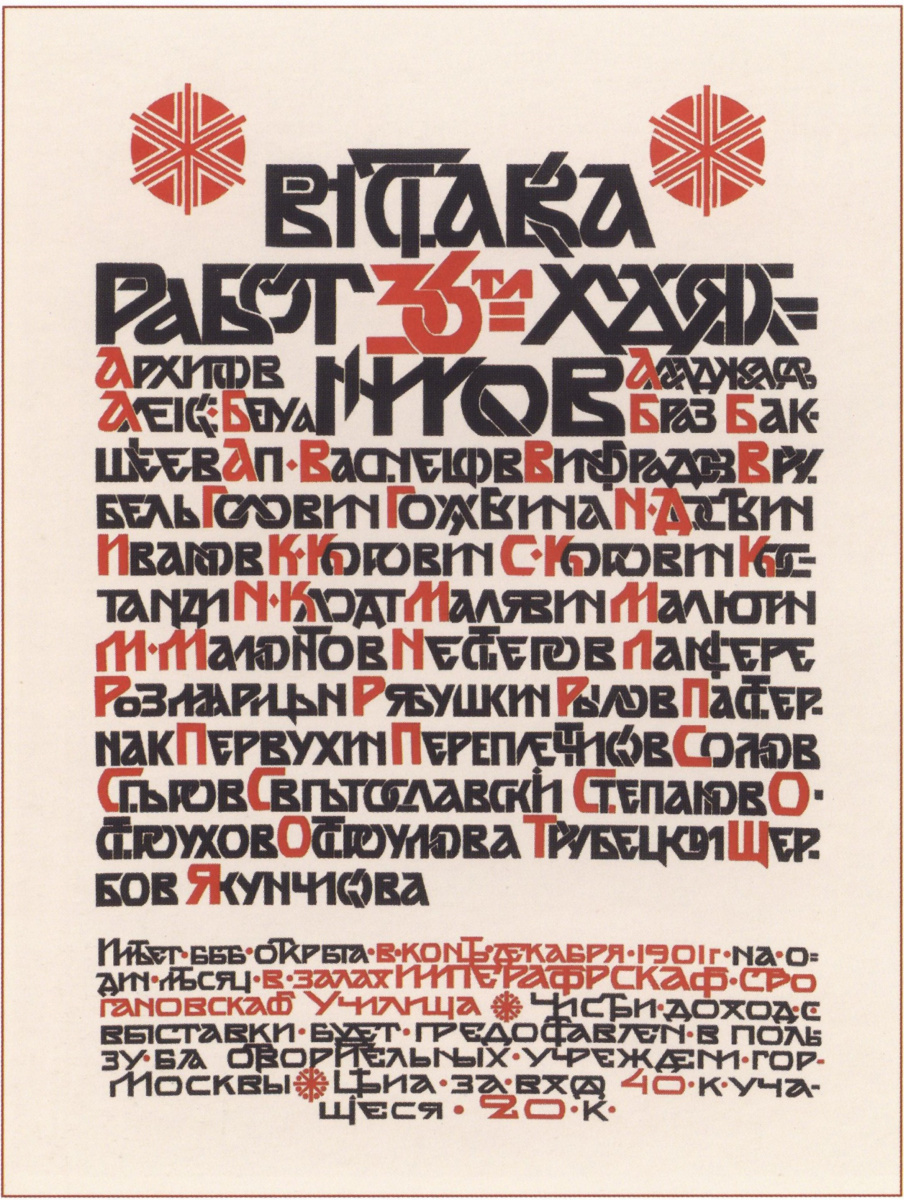
М. Врубель. Афиша первой выставки 36 художников

36 художников — творческое объединение художников России начала XX века.
Было основано в 1901 году по инициативе А. М. Васнецова, С. А. Виноградова, И. С. Остроухова, В. В. Переплётчикова. Поводом для создания объединения послужило то, что первые три выставки «Мира искусства», на которых москвичи являлись в большом количестве, устраивались только в Петербурге и оттого оставались мало известными широким слоям московской публики, начавшей проявлять интерес к работам молодых московских мастеров. В это общество входили многие передвижники, а также большинство участников выставок «Мира искусства».
Главная цель «выставки 36 художников» — создание выставочной группировки без жюри. Это и придавало выставкам «36» особый интерес и силу; было отсутствие всякого жюри, полнейшая свобода художественного творчества и самоопределения для всех участников выставок — принцип, совершенно до того времени неизвестный и отличный от существовавших тогда принципов в организациях как передвижников, так и «Мира искусства».

## История
Первое упоминание о создании выставочной организации в Москве — «выставки 36 художников» («36») — было в сентябрьском выпуске журнала «Мира искусства» за 1901 год. Целую осень 1901 года московские художники хлопотали над организацией своей выставки, не порывая и не разрывая ещё окончательно с «Миром искусства» организационно, не показывая вида, что по существу готовится раскол. Москвичи стремились к тому, чтобы показать, что они «по существу» не отличаются ничем от Петербурга. Много внимания было уделено названию организации; в конце концов остановились на названии «выставки 36 художников», по числу тех, кого пригласили в это новое выставочное предприятие. Это статистическое название удачно маскировало истинные намерения москвичей.
В декабрьском журнале «Мира искусства» за 1901 год сообщалось, что первая выставка картин, рисунков, этюдов, акварелей, пастели и скульптуры состоится в конце декабря в залах Строгановского художественно-промышленного училища. Первая выставка состоялась 25 декабря 1901 года, в ней приняли участие только 34 мастера.
В первом выпуске журнала «Мира искусства» за 1902 год говорилось, что выставка «36» отличается от других выставок художественностью общего уровня произведений и что на ней имеется множество свежих вещей самых в то время талантливых русских художников.
Вторая выставка была открыта в конце декабря 1902 года на один месяц в залах Императорского Строгановского училища. Она являлась самостоятельным и независимым от Петербурга предприятием. В ней приняли участие 29 мастеров.
Выставки «36» сразу приобрели успех у московской буржуазии и прессы (в отличие от выставок «Мира искусства»).
Успех второй выставки «36» окончательно убедил москвичей в успехе их дела. Они начали продумывать укрепление своей группировки и отъединение от «Мира искусства». В течение весны и лета 1903 года были проведены многочисленные собрания, в результате которых было выбрано название для новой организации. Утвердили предложение М. А. Врубеля. Зародилось новое более устойчивое выставочное объединение «Союз русских художников».
26 декабря 1903 года открылась в Москве первая выставка этого нового (по названию) выставочного объединения, в которое вошли большинство участников «36».

## Художники, входившие в «выставки 36 художников»
- Архипов А. Е.,
- Аладжалов М. Х.,
- Архипов А. Е.,
- Голубкина А. С.,
- Бакшеев В. Н.,
- Бенуа А. Н.,
- Браз О. Э.,
- Васнецов А. М.,
- Виноградов С. А.,
- Врубель М. А.,
- Головин А. Я.,
- Грабарь И. Э.,
- Досекин Н. В.,
- Иванов С. В.,
- Клодт Н. А.,
- Коровин К. А.,
- Коровин С. А.,
- Костанди К. К.,
- Малявин Ф. А.,
- Мамонтов М. А.,
- Нестеров М. В.,
- Лансере Е. Е.,
- Остроумова-Лебедева А. П.,
- Трубецкой П. П.,
- Остроухов И. С.,
- Пастернак Л. О.,
- Первухин К. К.,
- Переплётчиков В. В.,
- Рылов А. А.,
- Рябушкин А. П.,
- Сомов К. А.,
- Степанов А. С.,
- Серов В. А.,
- Щербов П. Е.,
- Щербова
- Якунчикова М. В.
- В. Н. Шульга,
- Юон К. Ф.